# Армстронг, Генри (боксёр)
Генри Джексон-младший (англ. Henry Jackson Jr.; 12 декабря, 1912, Колумбус, Миссисипи, США — 22 октября, 1988, Лос-Анджелес, Калифорния, США) — американский боксёр-профессионал, чемпион мира по боксу, который известен под именем Генри Армстронга. Считался одним из величайших боксёров всех времён многими критиками и коллегами-профессионалами.
Входил не только в небольшое число боксёров, завоевавших три или более различных титулов (в то время, когда всего было 8 общепризнанных мировых титулов), но также был единственным боксёром, кто одновременно удерживал три чемпионских титула: в полулёгком, лёгком и полусреднем весе в течение короткого периода в 1938 году. Армстронг защитил титул в полусреднем весе девятнадцать раз. В 2007 году «The Ring» назвал Армстронга вторым великим боксёром последних 80 лет. Берт Шугар также считал Армстронга вторым величайшим боксёром всех времён.